# Вільгельм Фрідріх (герцог Шлезвіг-Гольштейнський)
Вільгельм Фрідріх (нім. Wilhelm Friedrich, 23 серпня 1891 —  10 лютого 1965) — герцог Шлезвіг-Гольштейнський у 1934—1965 роках, син попереднього герцога Шлезвіг-Гольштейнського Фрідріха Фердинанда та принцеси Ауґустенбурзької Кароліни Матильди. Кавалер ордену Слона.

## Біографія
Вільгельм Фрідріх народився 23 серпня 1891 у маєтку Ґрюнхольц у Шлезвіг-Гольштейні, на території королівства Пруссія. Він був єдиним сином та п'ятою дитиною з шести в родині герцога Шлезвіг-Гольштейн-Зондербург-Глюксбурзького Фрідріха Фердинанда та його дружини Кароліни Матильди Ауґустенбурзької. Хлопчик мав старших сестер  Вікторію Адельгейду, Александру Вікторію, Олену та Адельгейду й молодшу Кароліну Матильду.
У віці 24 років Вільгельм Фрідріх пошлюбив свою троюрідну сестру, 17-річну Марію Меліту Гогенлое-Лангенбурзьку. Весілля відбулося 5 лютого 1916 у Кобурзі. У подружжя народилося четверо дітей.
У 1931 році його батько став герцогом Шлезвіг-Гольштейнським. Вільгельм Фрідріх успадкував цей титул за три роки.
Пішов з життя, переживши двох синів, 10 лютого 1965 року. Похований на родинному цвинтарі Луїзенлунда.

## Родина
Дружина — Марія Меліта Гогенлое-Лангенбурзька
Діти:
- Ганс Альбрехт (1917—1944) — спадкоємець батьківського титулу, помер від ран, отриманих в бою на території Польщі під час Другої світової, одружений не був, дітей не мав;
- Вільгельм Альфред (1919—1926) — помер у віці 6 років;
- Фрідріх Ернст Петер (1922—1980) — наступний герцог Шлезвіг-Гольштейнський у 1965—1980 роках, був одружений з принцесою Марією Алікс Шаумбург-Ліппською, мав двох синів та двох доньок;
- Марія Александра (1927—2000) — дружина американця Дугласа Бартона-Міллера, дітей не мала.